# まいか (お笑い芸人)
まいか（1990年6月2日 - ）は、日本のお笑い芸人である。大阪府出身。よしもとクリエイティブ・エージェンシー大阪所属にしていた。本名及び旧芸名は「北山 麻依加」（きたやま まいか）、かつてガールズユニット時代のつぼみ、吉本新喜劇に所属していた。

## 人物
- 大阪NSC女性タレントコース6期生、同期に鈴井りまらがいる。
- 吉本発ガールズユニット（当時）つぼみの元メンバー、ユニット内の旧チーム体制ではチームfunnyに所属していた。
- つぼみ在籍時のキャッチコピーは「あほじゃないバカじゃないまーいっか」であった。
- 2012年、吉本新喜劇座員オーディション2012に合格。同年10月8日の「つぼみ博覧会!!vol.13」をもって、同オーディションに合格した福田多希子とともにつぼみを卒業。
- 同じく元つぼみメンバーのあやつるぽんと仲が良く、現在でもよくプライベートで遊んだりしている。
- 2015年4月26日に梅田HEP HALLで行われた「TSUBOMI LIVE〜梅田でごめんね。1000日前からI Love you〜」にてOGの出演が決定した際、あやつるぽんらは呼ばれたが自身は正式に呼ばれなかった上、実際に知らされたのはつぼみ公式Twitter等で既に公表された後であった為、自身のTwitterで困惑した様子を見せた、結局イベント当日にサプライズゲストとして出演し、終了後楽屋で現メンバーやゲスト出演したOGと一緒に集合写真を撮った[1]。
- 2017年2月17日に吉本新喜劇を退団したと自身のTwitterで公表した。
- 2017年3月13日に福山舞と新屋真美とのお笑いトリオ「アスタリスク」を結成する事を発表し、合わせて芸名を本名から「まいか」に改名した事を自身のTwitterにて発表したが、同年12月末をもって解散したと2018年1月31日更新分で公表した。
- 2019年3月6日インスタグラムにて吉本退社を発表した。

## 出演

### インターネット動画
過去
- つぼみのニコニコランド（ニコニコ動画）：金曜出演

### 舞台
- 「つぼみの開花宣言!!vol.8 〜つぼみと一緒にお花見しませんか♪〜」（2011年4月16日、京橋花月）
- 「つぼみ博覧会!!vol.3」（2011年5月29日、ヨシモト∞ホール大阪）
- 「つぼみ演劇祭!!」（2011年7月10日、ヨシモト∞ホール大阪）
- 「つぼみの開花宣言!!vol.9 〜京橋花月で夏祭り! みんなで盛り上がりましょうね。〜」（2011年7月30日、京橋花月）

### テレビ
過去
- よしもと新喜劇（毎日放送）